# Copiphana moreana
Copiphana moreana là một loài bướm đêm trong họ Noctuidae.